# Harpenden
Harpenden este un oraș în comitatul Hertfordshire, regiunea East, Anglia. Orașul se află în districtul St Albans.